# Peter Lachmann
Peter Lachmann, Künstlername Peter Piotr Lachmann (* 21. Oktober 1935 in Gleiwitz, Deutsches Reich) ist ein deutsch-polnischer Dichter, Essayist, Theaterregisseur und Übersetzer. Peter Lachmann wuchs in einer deutschen Familie auf. Bis 1958 blieb sie in Oberschlesien (seit 1945: Polen). In den Jahren 1956–1958 studierte er Chemie an der Schlesischen Technischen Universität in Gleiwitz (Gliwice), wo er mit einer Gruppe von Kollegen die studentische Theatergruppe gründete. 1958 zog er nach West-Deutschland, wo er Philosophie, Germanistik und Theaterwissenschaft studierte. 1985 gründete er mit Jolanta Lothe das Video-Theater POZA.
Sein Vater Ewald Lachmann war Fußballspieler und spielte als Stürmer bei Vorwärts-Rasensport Gleiwitz.

## Werke
- Polnisch Leben (1968)
- T. Różewicz Vorbereitung zur Dichterlesung (1979)
- Niewolnicy wolności (1983)
- Poesie der Welt: Polen (1987)
- Mniejsze zło (1991), deutsch etwa Weniger schlecht
- Wywołane z pamięci (1999)
- Wie ich (nicht) vertrieben wurde. Ein Schelmenessay. Hrsg. von Małgorzata A. Bartula. Berlin 2018. ISBN 978-3-94376-794-0

## Auszeichnungen
- 2019: E.T.A. Hoffmann-Medaille

## Weblink
- http://www.uelex.de/artiklar/Peter_(Piotr)_LACHMANN Lachmann im Germersheimer Übersetzerlexikon UeLEX, von Przemysław  Chojnowski, abgerufen am 30. Juli 2020